# Coniugazione batterica

Meccanismo della coniugazione batterica:
1) La cellula F^{+} produce il pilo coniugativo
2) Il pilo coniugativo aggancia la cellula F^{−} e le due cellule si avvicinano
3) Il plasmide F viene tagliato e uno dei due filamenti viene trasferito alla cellula F^{−} attraverso il pilo coniugativo
4) Entrambe le cellule sintetizzano il filamento mancante del plasmide F e producono un pilo coniugativo.

La coniugazione batterica è un processo con il quale una cellula batterica trasferisce porzioni di DNA ad un'altra tramite un contatto cellula-cellula. Il fenomeno può portare al verificarsi di ricombinazione genetica nei batteri.

## Storia
La coniugazione venne scoperta nel 1946 da Joshua Lederberg e Edward Lawrie Tatum, futuri premi Nobel. Essi concentrarono i loro studi su due ceppi di E. coli mutanti nutrizionali per tre metaboliti ciascuno. Coltivando i due ceppi separatamente in un terreno povero di nutrienti i batteri non riuscivano a svilupparsi. Mentre facendoli crescere nello stesso terreno si ottenevano mutanti in grado di sintetizzare tutti e sei i metaboliti. Si ipotizzò che questi batteri, venendo in contatto tra loro fisicamente, fossero in grado di scambiarsi le informazioni genetiche, ma la teoria poté essere confermata solo dopo la scoperta dei plasmidi, segmenti di materiale genico trasferibile, che si trovano liberi nel citoplasma del batterio. I plasmidi sono di forma circolare e capaci di replicarsi in modo indipendente dal cromosoma batterico. Tra i principali si hanno il plasmide F e il plasmide R.

## Meccanismo
Le cellule che possiedono il plasmide F (indicate con F+) sono donatrici, sono quindi in grado di trasferire il proprio plasmide alle cellule riceventi (indicate con F−). Il fattore F viene trasmesso grazie alla sintesi, a partire da geni contenuti sullo stesso plasmide, di piccole estroflessioni, dette pili, che prendono contatto con una cellula ricevente, avvicinandola e rendendo possibile il passaggio del materiale genico, che non avviene attraverso il pilo, ma grazie alla formazione di un ponte di coniugazione; viene trasferito un solo filamento del DNA. Un filamento del DNA circolare del plasmide viene tagliato e un filamento parentale viene trasferito nella cellula ricevente. Si attiva quindi nel donatore la replicazione del DNA mediante il meccanismo a cerchio rotante, che porterà al rimpiazzamento del filamento che è stato trasferito. Nello stesso tempo, un filamento complementare al filamento donato viene sintetizzato nel ricevente a completare la molecola di acido nucleico nel ricevente.
Il fattore può comportarsi da episoma, è quindi in grado di integrarsi nel cromosoma. In questo caso la cellula batterica viene indicata come cellula HFR (high frequency of recombination). In questo caso tutto il cromosoma della cellula Hfr, inizialmente circolare, si apre e viene trasferito alla cellula F− secondo una modalità lineare. L'apertura e il trasferimento hanno inizio da un punto particolare situato ad un'estremità del fattore F integrato, chiamato oriT. Quanto più un gene è lontano dall'origine, tanto più tardivo sarà il momento in cui passa all'interno di F−. Vi sono alte probabilità che il processo si interrompa prima che tutto il cromosoma sia trasferito in F−, comportando il non trasferimento del fattore F che si trova alla fine del cromosoma.
La coniugazione è stata alla base della costruzione delle prime mappe genetiche sfruttando il tempo d'ingresso dei geni nella cellula ricevente o la frequenza di ricombinazione dei geni contenuti sul DNA coniugato.
Processi di coniugazione possono essere anche indotti artificialmente per creare ceppi artificiali (ingegneria genetica); i trasferimenti possono interessare anche alcune specie di eucarioti anche se per loro non è un processo naturale.

## Fattore F
Il fattore F (Fertilità) è un plasmide particolare formato da un DNA circolare a doppio filamento lungo 94,5 kb. capace di replicarsi autonomamente.
Esso presenta:
- una regione TRA operon, costituita dai geni che codificano per il pilo coniugativo;
- una regione oriT, sta per origine di trasferimento, cioè il punto in cui si realizza un'interruzione di una delle due eliche e inizia il trasferimento;
- una regione inc, sta per incompatibilità, dove è localizzata l'origine di replicazione. Se due plasmidi hanno la stessa regione inc non possono coesistere nella stessa cellula;
- trasposoni